# Jordania na Letnich Igrzyskach Olimpijskich 2024
Jordania na Letnich Igrzyskach Olimpijskich 2024 – występ kadry sportowców reprezentujących Jordanię na igrzyskach olimpijskich, które odbyły się w Paryżu we Francji, w dniach 26 lipca – 11 sierpnia 2024.
Reprezentacja Jordanii liczyła dwanaścioro zawodników – trzy kobiety i dziewięciu mężczyzn, którzy wystąpili w 6 dyscyplinach.
Był to dwunasty start Jordanii na letnich igrzyskach olimpijskich.

## Zdobyte medale
Jordańczycy zdobyli jeden medal – srebro taekwondysty Zaida Kareema. Był to trzeci wynik w dotychczasowej historii startów tego państwa na letnich igrzyskach olimpijskich i najsłabszy występ od igrzysk w Londynie w 2012.
| Medal  | Zawodnik    | Dyscyplina | Konkurencja | Data       |
| ------ | ----------- | ---------- | ----------- | ---------- |
| Srebro | Zaid Kareem | Taekwondo  | -68 kg (m)  | 8 sierpnia |

## Reprezentanci

### Boks
| Zawodnik        | Konkurencja  | 1/16                 | 1/8              | Ćwierćfinał      | Półfinał         | Finał            | Finał   | Źródło |
| Zawodnik        | Konkurencja  | Przeciwnik Wynik     | Przeciwnik Wynik | Przeciwnik Wynik | Przeciwnik Wynik | Przeciwnik Wynik | Miejsce | Źródło |
| --------------- | ------------ | -------------------- | ---------------- | ---------------- | ---------------- | ---------------- | ------- | ------ |
| Obada Al-Kasbeh | -63,5 kg (m) | Clancy W 3-2         | Oumiha P 0-5     | NQ               | NQ               | NQ               | 9.      | [ 1 ]  |
| Hussein Ishaish | -80 kg (m)   | Veočić P 0-5         | NQ               | NQ               | NQ               | NQ               | 9.      | [ 2 ]  |
| Zeyad Ishaish   | -71 kg (m)   | Szymbiergienow W 3-2 | Okazawa W3-2     | Richardson P2-3  | NQ               | NQ               | 5.      | [ 3 ]  |

### Gimnastyka
Gimnastyka sportowa
| Zawodnik          | Konkurencja                     | Kwalifikacje | Kwalifikacje | Kwalifikacje | Kwalifikacje | Kwalifikacje | Kwalifikacje | Kwalifikacje | Kwalifikacje | Finał    | Finał    | Finał    | Finał    | Finał    | Finał    | Finał | Pozycja | Źródło |
| Zawodnik          | Konkurencja                     | Przyrząd     | Przyrząd     | Przyrząd     | Przyrząd     | Przyrząd     | Przyrząd     | Razem        | Miejsce      | Przyrząd | Przyrząd | Przyrząd | Przyrząd | Przyrząd | Przyrząd | Razem | Pozycja | Źródło |
| Zawodnik          | Konkurencja                     | F            | PH           | R            | V            | PB           | HB           | Razem        | Miejsce      | F        | PH       | R        | V        | PB       | HB       | Razem | Pozycja | Źródło |
| ----------------- | ------------------------------- | ------------ | ------------ | ------------ | ------------ | ------------ | ------------ | ------------ | ------------ | -------- | -------- | -------- | -------- | -------- | -------- | ----- | ------- | ------ |
| Ahmad Abu Al-Soud | ćwiczenia na koniu z łękami (m) | —            | —            | —            | —            | —            | —            | 12.466       | 51.          | —        | —        | —        | —        | —        | —        | NQ    | 51.     | [ 4 ]  |

### Lekkoatletyka
| Zawodnik           | Konkurencja | Finał   | Finał   | Źródło |
| Zawodnik           | Konkurencja | Wynik   | Miejsce | Źródło |
| ------------------ | ----------- | ------- | ------- | ------ |
| Mo'ath Alkhawaldeh | maraton (m) | 2:20,01 | 65.     | [ 5 ]  |

### Pływanie
| Zawodnik       | Konkurencja              | Eliminacje | Eliminacje | Półfinał | Półfinał | Finał | Finał | Źródło |
| Zawodnik       | Konkurencja              | Czas       | Poz.       | Czas     | Poz.     | Czas  | Poz.  | Źródło |
| -------------- | ------------------------ | ---------- | ---------- | -------- | -------- | ----- | ----- | ------ |
| Amro Al-Wir    | 200 m st. klasycznym (m) | 2:15,78    | 23.        | NQ       | NQ       | NQ    | NQ    | [ 6 ]  |
| Karin Belbeisi | 400 m st. dowolnym (k)   | 4:37,30    | 21.        | NQ       | NQ       | NQ    | NQ    | [ 7 ]  |

### Taekwondo
| Zawodnik           | Konkurencja | 1/16 finału          | Ćwierćfinał      | Półfinał         | Repesaż          | Finał / 3.miejsce | Finał / 3.miejsce | Źródło |
| Zawodnik           | Konkurencja | Przeciwnik Wynik     | Przeciwnik Wynik | Przeciwnik Wynik | Przeciwnik Wynik | Przeciwnik Wynik  | Pozycja           | Źródło |
| ------------------ | ----------- | -------------------- | ---------------- | ---------------- | ---------------- | ----------------- | ----------------- | ------ |
| Rama Abu Al-Rub    | +67 kg (k)  | Aboufaras W 2–1      | Kuş P 1-2        | NQ               | NQ               | NQ                | NQ                | [ 8 ]  |
| Julyana Al-Sadeq   | -67 kg (k)  | Navuga Naitasi W 2–0 | Song P 1-2       | NQ               | NQ               | NQ                | NQ                | [ 9 ]  |
| Saleh Al-Sharabaty | -80 kg (m)  | Marques P 0-2        | NQ               | NQ               | NQ               | NQ                | NQ                | [ 10 ] |
| Zaid Kareem        | -68 kg (m)  | Pontes W 2-1         | Reçber W 2-0     | Sinden W 2-0     | —                | Rashitov P 0-2    | srebro            | [ 11 ] |

### Tenis stołowy
| Zawodnik       | Konkurencja | Eliminacje       | Runda 1          | Runda 2          | Runda 3          | 1/8 finału       | Ćwierćfinały     | Półfinały        | Finał            | Finał   | Źródło |
| Zawodnik       | Konkurencja | Przeciwnik Wynik | Przeciwnik Wynik | Przeciwnik Wynik | Przeciwnik Wynik | Przeciwnik Wynik | Przeciwnik Wynik | Przeciwnik Wynik | Przeciwnik Wynik | Pozycja | Źródło |
| -------------- | ----------- | ---------------- | ---------------- | ---------------- | ---------------- | ---------------- | ---------------- | ---------------- | ---------------- | ------- | ------ |
| Zaid Abo Yaman | singel (m)  | Desai P 0-4      | NQ               | NQ               | NQ               | NQ               | NQ               | NQ               | NQ               | 65.     | [ 12 ] |